# Erich Stahl
Erich Stahl (* 29. März 1893 in München; † 15. Januar 1954 in Göppingen) war ein deutscher Generalmajor der Luftwaffe im Zweiten Weltkrieg.

## Leben
Stahl trat am 22. August 1914 in das kaiserliche Heer ein und diente im Ersten Weltkrieg in der Infanterie. Später wechselte er zur Fliegertruppe, wo er den Krieg als Leutnant beendete. Anschließend ging er zur Polizei und wurde dort am 22. Dezember 1920 zum Oberleutnant befördert. Nachdem er am 1. Januar 1922 den Rang eines Hauptmanns in der Polizei erreichte, wechselte er am 1. April 1933 als Angestellter zur Deutschen Versuchsanstalt für Luftfahrt, und am 1. Juli 1934 als Leiter zur Flieger-Erprobungstelle. Am 1. Juli 1935 wurde er wieder Soldat und trat in die neugegründete Luftwaffe als Major ein.
Er übernahm anfangs die Stelle eines Kommandeurs der Fliegerhorstkommandantur in München-Oberwiesenfeld. Nach einer Zwischenstation bei der Fliegergruppe Neubrandenburg übernahm er am 1. März 1937 die II. Gruppe des Kampfgeschwaders 355 als Gruppenkommandeur. Auf dieser Position wurde er am 1. April 1937 zum Oberstleutnant und am 1. Mai 1939 zum Oberst befördert. Anschließend übernahm er am 1. August 1939 die Führung des inzwischen in Kampfgeschwader 53 umbenannten Geschwaders als Geschwaderkommodore. Stahls Geschwader, das mit dem zweimotorigen Bomber Heinkel He 111 ausgerüstet war, nahm mit der I. Gruppe am Überfall auf Polen teil, während die anderen Gruppen der Luftflotte 3 im Westen unterstanden. Stahl führte das Geschwader auch im Westfeldzug und in der Luftschlacht um England, bevor er am 21. Dezember 1940 abgelöst wurde und ins Reichsluftfahrtministerium (RLM) wechselte. Am 1. April 1941 übernahm er als Kommandeur die Große Kampffliegerschule 3 in Warschau, bevor er am 1. Oktober 1942 zurück ins RLM ging. Er wechselte innerhalb des RLM mehrfach seinen Posten und wurde am 1. Januar 1943 zum Generalmajor befördert und am 2. September 1944 in die Führerreserve versetzt. Am 18. April 1945 geriet er, noch vor der bedingungslosen Kapitulation der Wehrmacht, in alliierte Kriegsgefangenschaft und wurde aus dieser im Mai 1945 entlassen.